# 小行星4573
小行星4573（4573 Piestany）是一颗围绕太阳公转的小行星。1986年10月5日，米蘭·安塔爾在Piwnice发现了此天体。
这颗小行星的绝对星等为247.45612等。